# IC 1860
IC 1860 ist eine elliptische Galaxie vom Hubble-Typ E4 im Sternbild Fornax am Südsternhimmel. Sie ist schätzungsweise 303 Millionen Lichtjahre von der Milchstraße entfernt und hat einen Durchmesser von etwa 205.000 Lichtjahren.
Im selben Himmelsareal befinden sich u. a. die Galaxien IC 1858 und IC 1859.
Das Objekt wurde am 5. September 1897 vom US-amerikanischen Astronomen Lewis Swift entdeckt.